# Croton avulsus
Espèce
Croton avulsus est une espèce de plantes à fleurs du genre Croton et de la famille des Euphorbiaceae, présente en Bolivie.